# La mainadera màgica i el gran bum!
La mainadera màgica i el gran bum! o Nanny McPhee i el Big Bang (títol original en anglès: Nanny McPhee and the Big Bang) és una pel·lícula còmica protagonitzada i escrita per Emma Thompson i dirigida per Susanna White. Estrenada el 26 de març de 2010 al Regne Unit, el 31 de març del mateix any a Espanya i el 20 d'agost també del mateix any als Estats Units, és la seqüela de la pel·lícula de 2005 Nanny McPhee. L'obra s'ha doblat al català central, i també al valencià per a À Punt.

## Argument
Mentre Anglaterra està lluitant en la Segona Guerra Mundial, Isabel Green (Maggie Gyllenhaal) intenta tenir cura de la granja i dels seus fills (Norman, Megsie i Vincent) mentre el seu marit, Rory (Ewan McGregor), està lluitant en el front; a més treballa de dependenta en la botiga de la vella Doherty (Maggie Smith) per així poder pagar deutes de la granja. La granja és del seu marit i del seu cunyat, Phil (Rhys Ifans), que la pressiona perquè la vengui ja que té deutes de joc. Tot es complica més quan dos cosins benestants i malcriats, Cyril i Celia, també venen a viure amb ells i no s'entenen gens; Isabel necessita ajuda. Nanny McPhee (Emma Thompson), una estranya mainadera, truca a la porta, s'adona de la situació i decideix donar una valuosa lliçó als nens amb l'ús del seu bastó màgic: aprendre a conviure i a treballar junts.
Quan sembla que tot es va solucionant, mentre celebren un pícnic, Phil porta un telegrama on diu que Rory ha mort. Això fa que Isabel decideixi vendre la granja, amb el rebuig de Megsie i Celia. Norman, el fill més gran no creu que sigui mort i amb l'ajuda del seu cosí Cyril, van a veure el seu oncle que és un cap milotar. Nanny McPhee els porta fins a Londres amb una moto amb sidecar. Allà aconsegueixen saber que no és mort sinó desaparegut en combat i que el telegrama era fals. Malgrat les tretes de Megsie i Celia, quan Isabel comença a firmar el document, per accident, cau una bomba al camp que no explota. Tot s'aclareix amb l'arribada dels nois i Phil confesa la seva trampa. Ara només queda desactivar la bomba i tots s'ajuden per aconseguir-ho.
Tot acaba bé i Nanny McPhee, que no li agraden els comiats, inicia la marxa. Se sap llavors que la vella Doherty és Aggy Brown, la nena petita de la primera pel·lícula, i ja coneixia Nanny McPhee; han passat uns 75 anys. Mentre marxa Nanny McPhee, apareix Rory, ferit però ben viu.

## Les cinc lliçons de Nanny McPhee
Nanny McPhee ensenya cinc importants lliçons, cadascuna de les quals correspon amb una de les seves característiques de lletgesa (la berruga superior, la berruga amb pèls, les celles peludes, el pèl gris i embullat, la panxa grossa, el nas gran i les orelles grans i la dent que sobresurt de la seva boca). Quan una d'aquestes lliçons s'aprèn, una o més d'aquestes característiques desapareix. Quan totes les lliçons s'aprenen, Nanny McPhee es converteix en una dona més jove.
1. Deixar de barallar: la berruga superior desapareix.
2. Compartir amb gust: la berruga amb pèls desapareix.
3. Ajudar-se entre si: una gran cella es divideix en dues celles.
4. Ser valenta: el seu pèl es torna ros i arrissat, les seves orelles es fan de grandària normal, i perd una mica de pes.
5. Tenir fe: el seu nas i la dent que sobresurt de la seva boca es fan de grandària normal i perd tota la resta del seu pes.

Després que els nens aprenen aquesta última lliçó, Nanny McPhee ja és una dona més bonica i la seva tasca finalitza.

## Repartiment i localitzacions
- Emma Thompson (Nanny McPhee)
- Maggie Gyllenhaal (Sra. Isabel Green)
- Ewan McGregor (Mr. Rory Green)
- Ralph Fiennes (Lord Gray)
- Maggie Smith (Sra. Agatha Docherty Brown)
- Rhys Ifans (Oncle Phill)
- Rosteix Butterfield (Norman Green)
- Lil Woods (Megsie)
- Eros Vlahos (Cyril)
- Rosie Taylor-Ritson (Celia)
- Oscar Steer (Vincent)

El poble de la pel·lícula és Hambleden, a Buckinghamshire, el conjunt de la granja i les escenes es van rodar a Hascombe, a prop de Godalming, a Surrey i les escenes de la War Office, tant interiors com exteriors, es van rodar a la Universitat de Londres.

## Recepció crítica i comercial
Segons la pàgina d'Internet Rotten Tomatoes va obtenir un 77% de comentaris positius, arribant a la següent conlusió: «Segon treball d'Emma Thompson amb el personatge de Nanny McPhee que realment millora el primer lliurament, una comèdia familiar plena d'encant i amb un repartiment excel·lent». Destaca el comentari de la crítica cinematogràfica Catherine Jones: «Nanny McPhee ha tornat, i encara millor que abans». Segons la pàgina d'Internet Metacritic va obtenir crítiques mixtes, amb un 52%, basat en 25 comentaris dels quals 13 són positius.Va recaptar als Estats Units 29 milions de dòlars. Sumant les recaptacions internacionals la xifra ascendeix a 93 milions. El pressupost invertit en la producció va ser d'uns 35 milions.

## Localitzacions
La pel·lícula es va rodar el maig de 2009 en diverses localitzacions del Regne Unit. Destacant la ciutat de Londres, els Shepperton Studios, la Marble Hill House, la University College de Londres i el municipi de Hambleden.